# Azzanello
Azzanello ist eine norditalienische Gemeinde (comune) in der Provinz Cremona in der Lombardei mit 620 Einwohnern (Stand 31. Dezember 2023). 

## Geographie
Die Gemeinde liegt etwa 20,5 Kilometer nordnordwestlich von Cremona am Parco dell'Oglio Nord und grenzt unmittelbar an die Provinz Brescia. Der Oglio begrenzt die Gemeinde im Norden und Nordosten. Die Nachbargemeinden sind: Borgo San Giacomo (BS), Casalmorano, Castelvisconti, Genivolta und Villachiara (BS).

## Persönlichkeiten
- Angelo Rescalli, Maler, wurde hier geboren